# Saxifraga aquatica
Espèce
Classification phylogénétique
Saxifraga aquatica, la Saxifrage aquatique , est une espèce de plante herbacée vivace du genre Saxifraga et de la famille des Saxifragaceae.

## Description
Cette grande saxifrage (50 à 60 cm de haut) aux fleurs blanches, est une endémique des Pyrénées, où on la rencontre dans les endroits humides, en particulier le long des ruisseaux ou des zones de suintement. Elle fleurit en juillet et août.